# Gai Apuleu Decià (tribú 98 aC)
Gai Apuleu Decià (llatí: Gaius Appuleius Decianus) va ser un magistrat i polític romà del segle i aC.
Era tribú de la plebs el 98 aC any en què va llençar una acusació contra Luci Valeri Flac de naturalesa desconeguda. El mateix any va acusar també Publi Furi, un dels tribuns de l'any anterior, que s'oposava a cridar a Metel Numídic i va lamentar en públic la sort de Luci Apuleu Saturní i Gai Servili Glàucia i reclamà venjança per la seva mort. A conseqüència de tot això en acabar el mandat, durant el qual era inviolable, va ser acusat i condemnat i es va haver d'exiliar al regne del Pont, on es va posar al servei de Mitridates VI Eupator. Era el pare de Gai Apuleu Decià.